# Field Artillery Branch
La Field Artillery branch (littéralement: « branche de l'artillerie de campagne ») est l'arme de l'artillerie de l'United States Army.

## Historique
Elle est fondée le 17 novembre 1775 par le Second Congrès continental des Treize colonies américaines, qui élit à l'unanimité le jeune Henry Knox - il n'a alors que 25 ans - « Colonel of the Regiment of Artillery ». Le régiment n'entra formellement en service que le 1er janvier 1776
En 1989, dans les dernières années de la guerre froide, l'US Army disposait de 
218 bataillons d'artillerie. En 1999, l'armée régulière, la réserve et la garde nationale de l'armée en compte 141.

### Armes équivalentes
- Canada : Régiment royal de l'Artillerie canadienne
- Royaume-Uni : Royal Artillery
- Ukraine : Forces de frappes et d'artilleries ukrainiennes